# 金沢星稜大学女子短期大学部
金沢星稜大学女子短期大学部（かなざわせいりょうだいがくじょしたんきだいがくぶ、英語: Kanazawa Seiryo University Women’s Junior College）は、石川県金沢市御所町丑10-1に本部を置く日本の私立大学。1979年創立、1979年大学設置。大学の略称は星短（せいたん）。

## 概観

### 大学全体
- 石川県金沢市に所在する日本の私立短期大学で、設置主体は学校法人稲置学園[1]。
- 1979年に入学定員100名体制で開学。経営実務科のみの単科短大で、金沢星稜大学に併設されている。
- 1985年度より入学定員を倍増。2000年度より減員。

### 建学の精神（校訓・理念・学是）
- 金沢星稜大学女子短期大学部における建学の精神は「誠実にして社会に役立つ人間の育成」となっている。
- 「知性と感性を育む教育」が教育理念となっている[2]。

### 教育および研究
- 金沢星稜大学女子短期大学部は、実務教育に主体をおき、実習科目を重視しているところに特徴がある。「総合ビジネス」、「金融・会計」、「流通・販売」、「観光マネジメント」、「スポーツマネジメント」のコースがある。
- ビジネスマナーに関する科目を必修としている。

### 学風および特色
- 金沢星稜大学女子短期大学部におけるカリキュラムは、あらゆるコースからの科目を自由に組み合わせることができるという特長があるので、将来の目標にあわせたカリキュラムを組み立てることができるというメリットがある。
- 教養教育・人間教育・専門教育・就業教育を教育目的としている。
- 体験的・実践的な専門能力の修得、自己特性の発見と豊かな職業観の育成、他者とのコミュニケーションと協働を学ぶことをねらいとした「セミナーコミュニティ」が行われている。

## 沿革
- 1979年 
  - 2月13日 左記を以て文部省[注釈 1]より短期大学の設置が認可される。
  - 4月1日 星稜女子短期大学として以下の学科体制にて開学。
    - 経営実務科

  - 5月1日 学生数[3]/定員
    - 経営実務科 139[注釈 2]/100
- 1985年 
  - 4月1日 経営実務科の入学定員を100[4]→200[5]に増員[6][7]。
  - 5月1日 学生数[8]/定員
    - 経営実務科 314[注釈 2]/300
- 1992年 
  - 5月1日 学生数[9]/定員
    - 経営実務科 482[注釈 2]/400
- 1999年
  - 5月1日 学生数[10]/定員
    - 経営実務科 411[注釈 2]/400
- 2000年 
  - 4月1日 経営実務科の入学定員を200→150に減員[11]。
- 2012年 金沢星稜大学女子短期大学部に改称[12]。

## 基礎データ

### 所在地
- 石川県金沢市御所町丑10-1

### 象徴
- 星稜女子短期大学のカレッジマークには稲の絵が描かれたものとなっている[13]。

## 教育および研究

### 組織

#### 学科
- 経営実務科

#### 専攻科
- なし

#### 別科
- なし

##### 取得資格について
- 卒業と同時に取得できる資格は特に設定されていないが、簿記検定や秘書検定などの民間資格の取得に力をいれている。

### 研究
- 石川 正一『漱石の作品とカウンセリング』[14]

## 学生生活

### 部活動・クラブ活動・サークル活動
- 星稜女子短期大学のクラブ活動[2]
  - 体育系：空手道・テニス・バスケットボール・バドミントン・バレーボール・陸上競技・ダンスほか
  - 文化系：英会話・華道・軽音楽・ボランティア・茶道ほか

### 学園祭
- 金沢星稜大学女子短期大学部の学園祭は「星短祭」と呼ばれ毎年、概ね10月に行われている[2]。催しの一つに「ミス星短コンテスト」がある。2008年度はYellow Cherryによるライブも行われた。

### スポーツ
- 北陸三県私立短期大学体育大会におけるバレーボール競技で準優勝を修めている。

## 大学関係者と組織

### 大学関係者組織
- 金沢星稜大学女子短期大学部同窓会組織がある。

### 大学関係者・出身者一覧

#### 出身者
- 田中沙紀 - 将棋女流棋士
- 越村江莉 - モデル

## 施設

### キャンパス
- 学生ホール
- 学生食堂
- 図書館
- 体育館
- 情報処理室
- ウェブ学習室
- 教材開発室
- 駐車場
- テニスコートほか

## 対外関係

### 他大学との協定
- 放送大学[15]

### 系列校
- 金沢星稜大学
- 星稜高等学校・中学校

## 社会との関わり
- 公開講座が行われている。

## 卒業後の進路について

### 就職について
- 短大で培ったビジネス知識や教養を活かしてあらゆる企業に就職している[2]。

### 編入学・進学実績
- 経営実務科：金沢星稜大学ほか十文字学園女子大学・川村学園女子大学・聖徳大学・東洋学園大学・東京情報大学・国士舘大学・健康科学大学・岐阜経済大学・愛知産業大学・金城学院大学・名古屋学院大学・日本福祉大学・京都産業大学・京都創成大学・種智院大学・大阪経済法科大学・大阪国際大学・太成学院大学・関西国際大学ほか